# Otočje Phoenix
Otočje Phoenix (engl.: Phoenix Islands) je otočje u Oceaniji koji pripada Republici Kiribati, otočju u središnjem Tihom oceanu. Čini ga skupina od osam atola, dva potopljena koraljna grebena i 14 podvodnih planina (vjerojatno ugasli vulkani) u dubokom moru (prosječne dubine od 4.500 m, a najveće dubine od 6.000 m), istočno od Gilbertova i zapadno od Linijskog otočja, te sjeverno od Samoe.
Otočje je nenastanjeno, s izuzetkom par obitelji koje žive na otoku Kantonu (ili Abariringa, gdje u jedinom selu Tebaronga živi 20 stanovnika prema popisu stanovništva iz 2015.). Ostali otoci su: Enderbury, Rawaki (bivši otok Phoenix), Manra (bivši Sydney), Birnie, McKean, Nikumaroro (bivši Gardner) i Orona (bivši Hull). Pored njih tu su i dva potopljena grebena, Carondelet i Winslow, od kojih Carondelet ima tek 3–4 m i potopljen je tijekom plime. Američki otoci Baker i Howland se zemljopisno smatraju sjevernim dijelom otočja, ali upravno spadaju u Male udaljene otoke SAD-a.

## Otoci
| Slika      | Otok (Prethodno ime)        | Površina    | Površina     | Koordinate                                   | Vrsta | Stanovništvo (2020) |
| Slika      | Otok (Prethodno ime)        | otoka (km²) | lagune (km²) | Koordinate                                   | Vrsta | Stanovništvo (2020) |
| Kanton     | Kanton                      | 9.1         | 50           | 2°50′0″S 171°40′0″W / 2.83333°S 171.66667°W  | Atol  | 41                  |
| Birnie     | Birnie                      | 0.2         | ?            | 03°35′0″S 171°33′0″W / 3.58333°S 171.55000°W | Atol  | 0                   |
| Enderbury  | Enderbury                   | 5.1         | ?            | 3°08′0″S 171°05′0″W / 3.13333°S 171.08333°W  | Atol  | 0                   |
| Manra      | Manra (Sydney Island)       | 4.4         | ?            | 4°27′0″S 171°16′0″W / 4.45000°S 171.26667°W  | Atol  | 0                   |
| McKean     | McKean                      | 0.57        | ?            | 03°36′0″S 174°08′0″W / 3.60000°S 174.13333°W | Atol  | 0                   |
| Nikumaroro | Nikumaroro (Gardner Island) | 4.1         | 4            | 04°40′0″S 174°31′0″W / 4.66667°S 174.51667°W | Atol  | 0                   |
| Orona      | Orona (Hull Island)         | 3.9         | 30           | 04°30′0″S 172°10′0″W / 4.50000°S 172.16667°W | Atol  | 0                   |
| Rawaki     | Rawaki (Phoenix Island)     | 0.5         | 0.5          | 03°43′0″S 170°43′0″W / 3.71667°S 170.71667°W | Atol  | 0                   |
|            |                             | 27.87       | 84.5         |                                              |       | 41                  |

## Povijest
Nekad su se ovi otoci smatrali dijelom Gilbertove skupine otoka (također poznate kao Kingsmill), ali se 1840-ih za ove otoke ustanovilo ime „Phoenix”, po jednom od otoka u otočju. Otok Phoenix (danas Rawaki) je ime vjerojatno dobio po jednom od kitolovaca koji su plovili tim područjem početkom 19. stoljeća.
Svi otoci (ne uključujući grebenje) su tijekom povijesti bili predmetom teritorijalnog posezanja SAD-a, zahvaljujući Zakonu o otocima s guanom iz 1856. godine. Kasnih 1930-ih su bili predmet pokušaja posljednje kolonijalne ekspanzije Britanskog Carstva.
Postoje naznake kako je Amelia Earhart prilikom svog leta preko Pacifika 1937. godine, prilikom kojega je nestala, zapravo sletjela na negostoljubivi otok Nikumaroro u otočju Phoenix. No, ostaci koji su pronađeni 1940. godine su zagubljeni od Drugog svjetskog rata.
Dana 20. rujna 1979., predstavnici novoosnovane Republike Kiribati i SAD-a su se sastali u Tarawi gdje je potpisan tzv. Tarawski sporazum kojim su SAD priznale suverinitet Kiribatija nad 14 otoka, uključujući otočje Phenix, ali isključujući otoke Baker i Howland.

## Prirodne odlike
Otoci i okolna područja su dom za oko 800 vrsta životinja, uključujući oko 200 vrsta koralja, preko 500 vrsta riba, 18 vrsta morskih sisavaca i 44 vrste ptica. Republika Kiribati je 2008. godine ustanovila veliki pomorski park (Phoenix Island Protected Area, skr. PIPA) koji je svojom površinom od skoro 410.000 m² bio je tada najveće zaštićeno pomorsko područje na svijetu. Kompleksni ekosustavi otočja Phoenix predstavljaju nedirnuto morsko područje velike važnosti kao bazen i migracijska postaja mnogih životinja. Zbog toga je zaštićeno područja otočja Phoenix 2010. godine upisano na UNESCO-ov popis mjesta svjetske baštine u Australiji i Oceaniji.
Zhavljujući svojoj izolaciji, otočje Phoenix predstavlja jedinstven položaj u biogeografiji Tihog oceana kao kritično stanište migracijskim i pelagijskim vrstama planktona, ali i za kretanje morskih struja u ovom području. Broj, veličina i raznolikost po starosti, podmorske bioraznolikosti otočja Phoenix je iznimno rijetka u tropima, osobito kad su u pitanju grabežljive ribe (kao što su: zelena grbava riba-papiga (Bolbometopon muricatum), usnača Cheilinus undulatus, Acanthuridae, kirnje, mante i dr.), morski psi, te morske kornjače, morske ptice (kao što su: tropikovke (Phaethontidae) i čigre), divovske školjke, koralji i kokosovi rakovi, od kojih su mnoge vrste izumrle na drugim mjestima.
Područje je također važno znanstvenicima koji proučavaju ekološke i biološke procese evolucije i razvoja morskih ekosustava, ali i proces promjene razine mora, razmjere rasta koralja (geološki i povijesno), te procjene utjecaja klimatskih promjena.

## Galerija
- Otok Kanton iz svemira
- Otok Marna iz zraka
- Laguna otoka Birnie
- Koralj Hydnophora rigida u laguni otoka Kanton
- Pandanus na otoku Nikumaroro

## Vanjske poveznice
- Phoenix Islands Marine Biology Report  Arhivirana inačica izvorne stranice od 15. srpnja 2007. (Wayback Machine) (engl.)
- Paradise Found: The Phoenix Islands video (engl.)